# Michel Piccoli

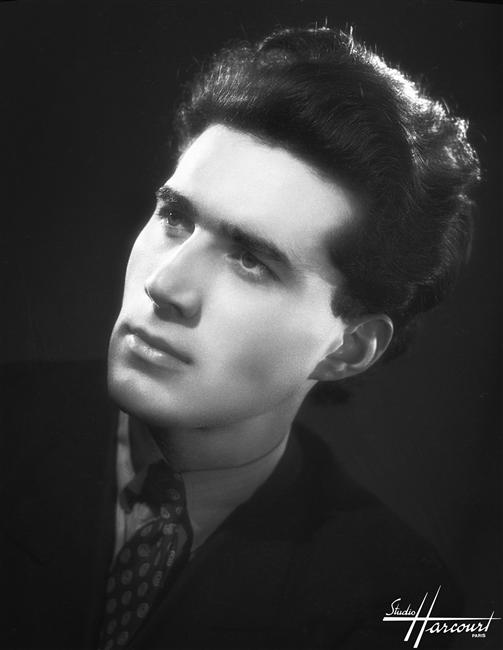
Michel Piccoli în 1945

Michel Piccoli (n. 27 decembrie 1925, Paris, Île-de-France, Franța – d. 12 mai 2020, Saint-Philbert-sur-Risle, Normandie, Franța) a fost un actor francez.  

## Biografie
Michel Jacques Daniel Piccoli este fiul lui Henri Piccoli, un violonist de origine îndepărtată din Tessin și al Marcellei Expert-Bezançon (1892-1990), pianistă.
Piccoli a urmat cursurile la Collège d'Annel, École Alsacienne și Collège Sainte-Barbe din Paris și apoi a luat lecții de actorie cu René Simon.
Piccoli și-a făcut debutul în film în 1944. În cei 70 de ani de activitate a jucat în peste 100 de filme, sub regizori cunoscuți, inițial adesea doar în roluri mai mici, dar și în rolul căpitanului Valorgeuil în French Cancan (1954) de Jean Renoir, în rolul  James Putnam în Vrăjitoarele din Salem (1957). Întruchiparea sa a religiei ca preotul Lizzardi alături de Georges Marchal și Michèle Girardon în Moartea în grădină de Luis Buñuel (1956) a fost primul său rol major.
În 1979, Michel Piccoli a câștigat Premiul pentru cel mai bun actor la Festivalul Internațional de Film de la Cannes.
A fost căsătorit de trei ori, prima soție a fost Éléonore Hirt, apoi a fost căsătorit timp de 11 ani cu cântăreața Juliette Gréco, ulterior ultima sa soție a fost Ludivine Clerc. Are o fiică din prima căsătorie, Anne-Cordélia.

## Filmografie selectivă

### Anii 1940
- 1943 Voyage sans espoir, regia Christian-Jaque
- 1949 Zorii zilei (Le Point du jour), regia Louis Daquin

### Anii 1950
- 1951 Plecat fără adresă (Sans laisser d'adresse), regia Jean-Paul Le Chanois
- 1954 Destine (Destinées), episodul Jeanne d'Arc, regia Jean Delannoy
- 1955 French Cancan, regia Jean Renoir
- 1955 Marile manevre (Les Grandes Manœuvres), regia René Clair
- 1956 Moartea în grădină (La Mort en ce jardin), regia Luis Buñuel
- 1957 Vrăjitoarele din Salem (Les Sorcières de Salem), regia Raymond Rouleau
- 1957 Nathalie, regia Christian-Jaque
- 1957 - 1966 La caméra explore le temps, serial TV
- 1958 Razii de noapte (Rafles sur la ville), regia Pierre Chenal
- 1958 Prietenii de duminică (Les Copains du dimanche), regia Henri Aisner

### Anii 1960
- 1960 Le Bal des espions, regia Michel Clément
- 1961 Le vergini di Roma (Le vergini di Roma), regia Vittorio Cottafavi și Carlo Ludovico Bragaglia
- 1961 Întâlnirea (Le Rendez-vous), regia Jean Delannoy
- 1962 Climate (Climats), regia Stellio Lorenzi
- 1962 Denunțătorul (Le Doulos), regia Jean-Pierre Melville
- 1963 Disprețul (Le Mépris), regia Jean-Luc Godard
- 1964 Jurnalul unei cameriste (Le Journal d'une femme de chambre), regia Luis Buñuel
- 1964 De l'amour, regia Jean Aurel
- 1965 Operațiunea „Mascarada” (Masquerade), regia Basil Dearden
- 1965 Le Coup de grâce, regia Jean Cayrol și Claude Durand
- 1965 Compartimentul ucigașilor (Compartiment tueurs), regia Constantin Costa-Gavras
- 1966 Arde Parisul? (Paris brûle-t-il ?), regia René Clément
- 1966 Creaturile (Les Créatures), regia Agnès Varda
- 1966 Hoața (La Voleuse), regia Jean Chapot
- 1966 Războiul s-a sfârșit (La guerre est finie), regia Alain Resnais
- 1966 Sacrificarea (La Curée), regia Roger Vadim
- 1967 Domnișoarele din Rochefort (Les Demoiselles de Rochefort), regia Jacques Demy
- 1967 Un homme de trop, regia Constantin Costa-Gavras
- 1967 Frumoasa zilei (Belle de jour), regia Luis Buñuel
- 1968 Benjamin (Benjamin ou les Mémoires d'un puceau), regia Michel Deville
- 1968 Inimă împărțită (La Chamade), regia Alain Cavalier
- 1969 Dillinger a murit (Dillinger è morto), regia Marco Ferreri
- 1969 Calea lactee (La Voie lactée), regia  Luis Buñuel
- 1969 Invitata (L'invitata), regia Vittorio De Seta
- 1969 Topaz (Topaz), regia Alfred Hitchcock

### Anii 1970
- 1970 Întâmplările vieții (Les Choses de la vie), regia Claude Sautet
- 1971 Fuga e sănătoasă (La Poudre d'escampette), regia Philippe de Broca
- 1971 Fata și comisarul (Max et les Ferrailleurs), regia Claude Sautet
- 1971 Minunea de zece zile (La Décade prodigieuse), regia Claude Chabrol
- 1972 Farmecul discret al burgheziei (Le Charme discret de la bourgeoisie), regia Luis Buñuel
- 1972 Atentatul (L'Attentat), regia Yves Boisset
- 1973 Femeia în albastru (La Femme en bleu), regia Michel Deville
- 1973 Nunțile roșii (Les Noces rouges), regia Claude Chabrol
- 1973 Marea crăpelniță (La Grande Bouffe), regia Marco Ferreri
- 1973 Le Far West (Le Far West), regia Jacques Brel
- 1974 Nu atinge femeia albă (Non toccare la donna bianca), regia Marco Ferreri
- 1974 Le Trio infernal, regia Francis Girod
- 1974 Fantoma libertății (Le Fantôme de la liberté), regia Luis Buñuel
- 1974 Vincent, François, Paul... și ceilalți  (Vincent, François, Paul... et les autres), regia Claude Sautet
- 1975 Léonor, regia Juan Buñuel
- 1975 Sept morts sur ordonnance , regia Jacques Rouffio
- 1976 Ultima femeie (L'ultima donna), regia Marco Ferreri
- 1976 Cu orice preț (Todo modo), regia Elio Petri
- 1976 Mado, regia Claude Sautet
- 1977 René la Canne, regia Francis Girod
- 1977 Copiii răsfățați (Des enfants gâtés), regia Bertrand Tavernier
- 1978 Tributul focului (La Part du feu), regia Étienne Périer
- 1978 Starea de sălbăticie (L'État sauvage), regia Francis Girod
- 1978 Zahărul (Le Sucre), regia Jacques Rouffio
- 1979 Secretul casetofonului (Giallo napoletano), regia Sergio Corbucci
- 1979 Divorțul (Le Divorcement), regia Pierre Barouh

### Anii 1980
- 1980 Salt în gol (Salto nel vuoto), regia Marco Bellocchio
- 1980 Atlantic City, regia Louis Malle
- 1981 O afacere ciudată (Une étrange affaire), regia Pierre Granier-Deferre
- 1982 Spionule, ridică-te (Espion, lève-toi), regia Yves Boisset
- 1982 Trecătoarea din Sans-Souci (La Passante du Sans-Souci), regia Jacques Rouffio
- 1982 La Nuit de Varennes, regia Ettore Scola
- 1982 Pasiune (Passion), regia Jean-Luc Godard
- 1982 Ochii, gura (Gli occhi, la bocca), regia Marco Bellocchio
- 1982 Dincolo de ușă (Oltre la porta), regia Liliana Cavani
- 1982 O cameră în oraș (Une chambre en ville), regia Jacques Demy (film muzical)
- 1983 Armata se întoarce (Il generale dell'armata morta), regia Luciano Tovoli : Benetendi - totodată coscenarist, dialoguri și producător delegat
- 1984 Diagonala nebunului (La Diagonale du fou), regia Richard Dembo
- 1984 La mulți ani, viață (Viva la vie), regia Claude Lelouch
- 1984 Succesul e cea mai bună răzbunare (Success Is the Best Revenge), regia Jerzy Skolimowski
- 1985 Pericol în locuință (Péril en la demeure), regia Michel Deville
- 1985 Să pleci, să te-ntorci (Partir, revenir), regia Claude Lelouch
- 1986 Cumnatul meu a ucis-o pe sora mea (Mon beau-frère a tué ma sœur), regia Jacques Rouffio
- 1986 Paltonașul (Le Paltoquet), regia Michel Deville
- 1986 Sânge stricat (Mauvais Sang), regia Leos Carax
- 1986 Puritana (La Puritaine), regia Jacques Doillon
- 1987 La Rumba, regia Roger Hanin
- 1988 Albii sunt gustoși (Y'a bon les blancs/Come sono buoni i bianchi), regia Marco Ferreri

### Anii 1990
- 1990 Milou în mai (Milou en mai), regia Louis Malle
- 1991 La Belle Noiseuse (La Belle Noiseuse), regia Jacques Rivette
- 1991 Hoțul de copii (Le Voleur d'enfants), regia Christian de Chalonge
- 1991 Echilibriștii (Les équilibristes), regia Nico Papatakis
- 1992 Arhipelagul (Archipel), regia Pierre Granier-Deferre
- 1992 Balul aiuriților (Le Bal des casse-pieds), regia Yves Robert
- 1993 Când nebunii își iau zborul (La Cavale des fous), regia Marco Pico
- 1993 Despărțiri (Ruptures), regia Christine Citti
- 1994 Îngerul negru (L'Ange noir), regia Jean-Claude Brisseau
- 1994 Emigrantul (arabă egipteană المهاجر, Al-mohager), regia Youssef Chahine
- 1995 O sută și una de nopți (Les Cent et Une Nuits de Simon Cinéma), regia Agnès Varda
- 1995 Beaumarchais, răsfățatul doamnelor (Beaumarchais, l'insolent), regia Édouard Molinaro
- 1996 Tovarășă de călătorie (Compagna di viaggio), regia Peter Del Monte
- 1997 Genealogia unei crime (Généalogies d'un crime), regia Raoul Ruiz
- 1998 Nimic despre Robert (Rien sur Robert), regia Pascal Bonitzer
- 1998 Pasiune în deșert (Passion in the Desert) regia Lavinia Currier

#### Anii 2000
- 2000 Totul e în regulă, am plecat (Tout va bien, on s'en va), regia Claude Mouriéras
- 2001 Plec acasă (Je rentre à la maison), regia Manoel de Oliveira
- 2003 În ziua aceea (Ce jour-là), regia Raoul Ruiz
- 2003 Micuța Lili (La Petite Lili), regia Claude Miller

#### Anii 2010
- 2011 Habemus papam, regia Nanni Moretti
- 2012 Vous n'avez encore rien vu d'Alain Resnais
- 2012 Motoare sfinte (Holy Motors), regia Leos Carax

Parțial titlurile românești ale filmelor sunt luate din literatura de specialitate indicată.